# Mytišči
Mytišči (rusky Мытищи s výslovností  [mɨ'tʲiɕɕi]IPA) je město v Mytiščinském rajónu Moskevské oblasti v Rusku. Město se nachází 19 km severovýchodně od Moskvy na řece Jauze. K 1. lednu 2017 mělo město 205 397 obyvatel; nachází se zde především strojírenský a zbrojní průmysl. Sídlí zde strojírenský závod Metrovagonmaš, který mimo jiné vyráběl soupravy Ečs a 81–71 pro pražské metro. Svoje sídlo zde má také moskevská pivovarnická společnost produkující například slavné pivo Triochgornoe.

## Zajímavosti
- V roce 2007 zde probíhalo Mistrovství světa v ledním hokeji
- Narodil se zde sovětský kosmonaut Gennadij Michajlovič Strekalov.[4]
- Ve městě sídlí hokejový klub Atlant Mytišči hrající KHL
- Od roku 1992 je ve městě v provozu tepelná, převážně plynová elektrárna, která zásobuje elektřinou asi milion obyvatel v Mytišči a v Moskvě. Dne 11. července 2019 v ní kvůli proražení plynovodu došlo k velkému požáru.[5]